# سرکان یاگچی
سرکان یاگچی (Serkan Yağcı؛ متولد ۲۵ مه ۱۹۸۴) یک ک‌کای اهل ترکیه است که در مسابقات کومیته ۷۵- کیلوگرم رقابت می‌کند. او عضو .Büyükşehir Belediyesi S.K استانبول است.

## دستاوردها
۲۰۱۳

- طلا بازی‌های مدیترانه ای ۲۰۱۳–۲۸ ژوئن، مرسین ترکیه - کومیته ۷۵- ک‌گ
- برنز مسابقات قهرمانی کاراته اروپا - می ۹–۱۲، بوداپست مجارستان - کومیته ۷۵- ک‌گ

۲۰۰۹

- برنز مسابقات قهرمانی کاراته اروپا - می ۸، زاگرب کرواسی - کومیته ۷۵- ک‌گ[۲]

۲۰۰۸

- برنز مسابقات قهرمانی کاراته اروپا - می ۲، تالین استونی - کومیته ۷۰- ک‌گ[۲]

۲۰۰۷

- نقره مسابقات قهرمانی کاراته اروپا - می ۴، براتیسلاوا اسلواکی - کومیته ۷۰- ک‌گ[۲]
- طلا اوپن ایتالیا - مارس ۳۱، مونتزا ایتالیا- کومیته ۷۰- ک‌گ

۲۰۰۶

- نقره مسابقات کاراته دانشگاهی جهان - اوت ۶، نیویورک ایالات متحده آمریکا - کومیته اوپن[۲]
- برنز مسابقات کاراته دانشگاهی جهان - اوت ۶، نیویورک ایالات متحده آمریکا - کومیته ۷۰- ک‌گ